# Кисловка (Нижегородская область)
Ки́словка — село в Лысковском районе Нижегородской области. Входит в состав Кисловского сельсовета.

## География
Село находится на правом берегу реки Китмар, с севера примыкая к центру сельсовета посёлку Нива, на расстоянии 73 км к юго-востоку от города Нижний Новгород, административного центра области.

## История
В 1932 году в селе образован колхоз «Большевик», вошедший в 1962 году в состав колхоза «Нива».

## Население
| 2002 | 2010 |
| ---- | ---- |
| 38   | ↘8   |

### Половой состав
Согласно результатам переписи 2010 года, в селе проживало 8 человек (6 мужчин и 2 женщины).

## Улицы
В селе имеются две улицы: Возрождения и Тугарская.